# 卡济亚克
卡济亚克（法語：Cazilhac，法語發音：[kazijak] ⓘ）是法国奥德省的一个市镇，位于该省中北部，省会卡尔卡松东南，属于卡尔卡松区。

## 地理
卡济亚克（43°10'59"N, 2°21'49"E）面积3.83 平方千米，位于法国奧克西塔尼大區奥德省，该省份为法国南部沿海省份，北起塔恩省，西北接上加龙省，西接阿列日省，南至东比利牛斯省，东临地中海，东北与埃罗省接壤。
与卡济亚克接壤的市镇（或旧市镇、城区）包括：卡尔卡松、卡瓦纳克、帕拉雅。

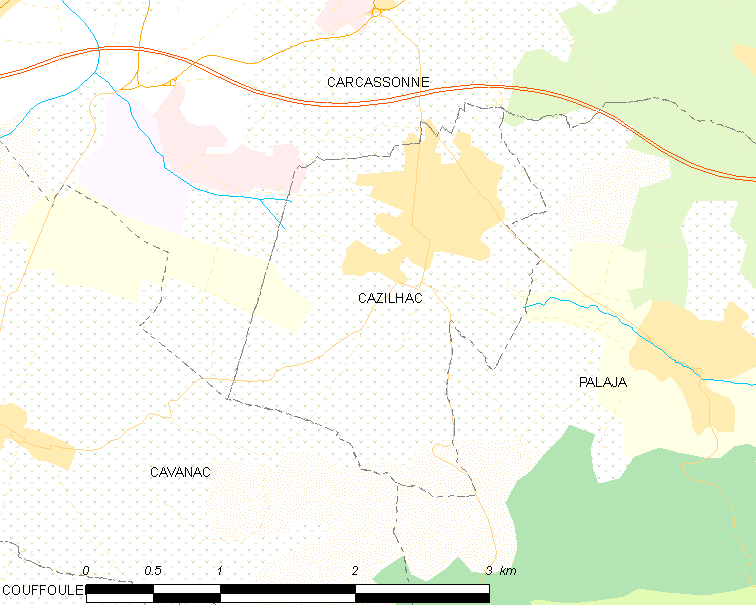
卡济亚克的OSM定位图

卡济亚克的时区为UTC+01:00、UTC+02:00（夏令时）。

## 行政
卡济亚克的邮政编码为11570，INSEE市镇编码为11088。

## 政治
卡济亚克所属的省级选区为卡尔卡松第二县。

## 人口

1962-2008年间卡济亚克人口变化图示

卡济亚克于2022年1月1日时的人口数量为1637人。